# Quaregnon
Quaregnon ist eine Gemeinde in der belgischen Provinz Hennegau. Sie ist ein Vorort der Stadt Mons in der Industrielandschaft Borinage.
Hier wurde 1894 die Charta von Quaregnon verabschiedet, das Programm der Belgischen Arbeiterpartei (PSB/BSP).

## Städtepartnerschaften
- Condé-sur-l’Escaut im Département Nord, Frankreich
- Ay in der Champagne, Frankreich
- Assoro auf Sizilien, Italien
- Besigheim in Baden-Württemberg, Deutschland
- Bátaszék, Ungarn
- Newton Abbot in der Grafschaft Devon, Großbritannien

## Personen
- Théodore Nisard (1812–1888), französischer Geistlicher, Organist und Musikwissenschaftler
- Constant Malva (1903–1969), Schriftsteller
- Marcel Limage (1929–2019), Boxer
- Philippe Albert Joseph Stevens (1937–2021), belgisch-kamerunischer Geistlicher und Bischof von Maroua-Mokolo
- Albert Liénard (1938–2011), Politiker

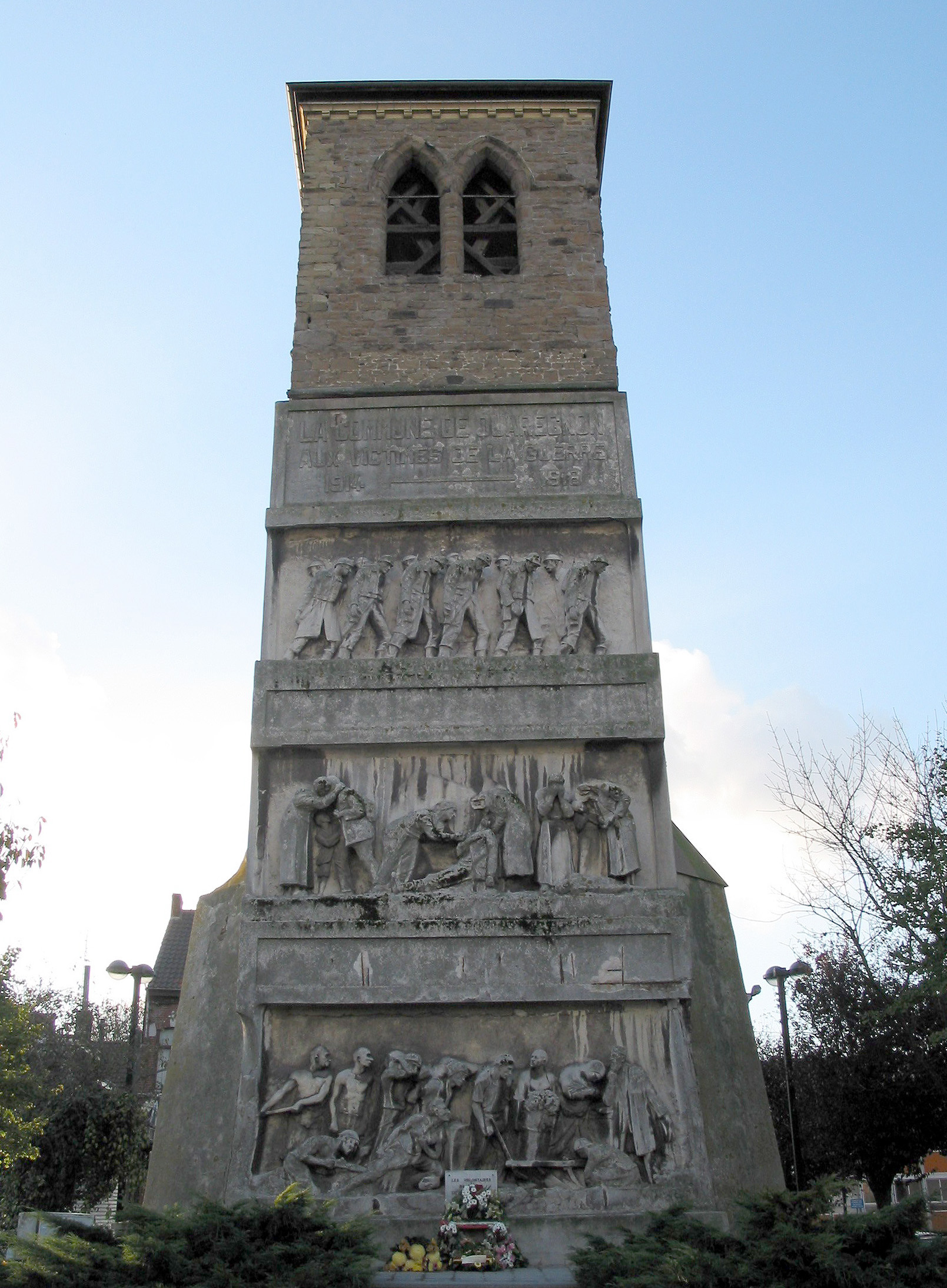
Turm der alten Kirche Saint-Quentin mit Denkmal für die im Ersten Weltkrieg Gefallenen
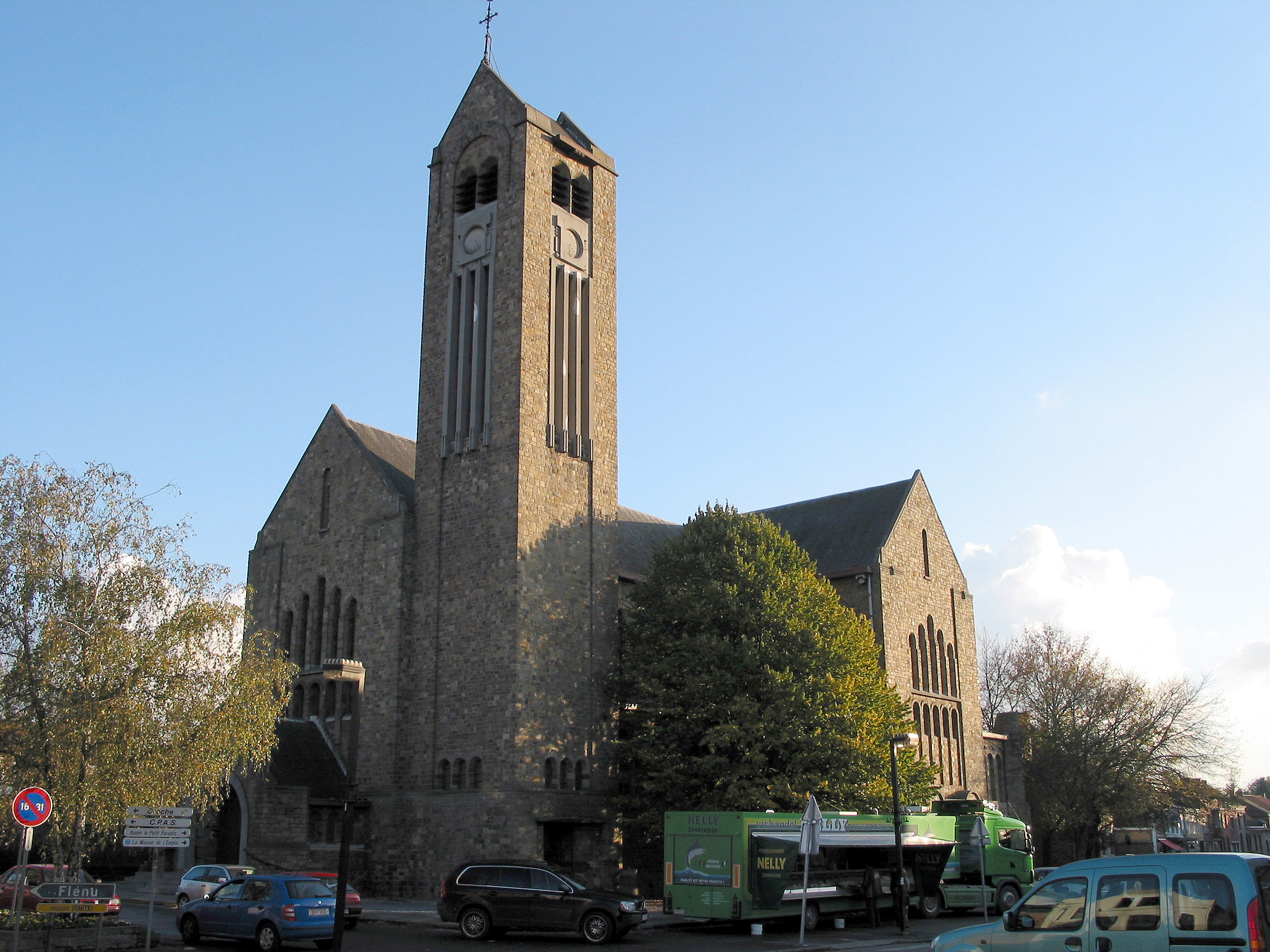
Neue Kirche Saint-Quentin (erbaut 1934)
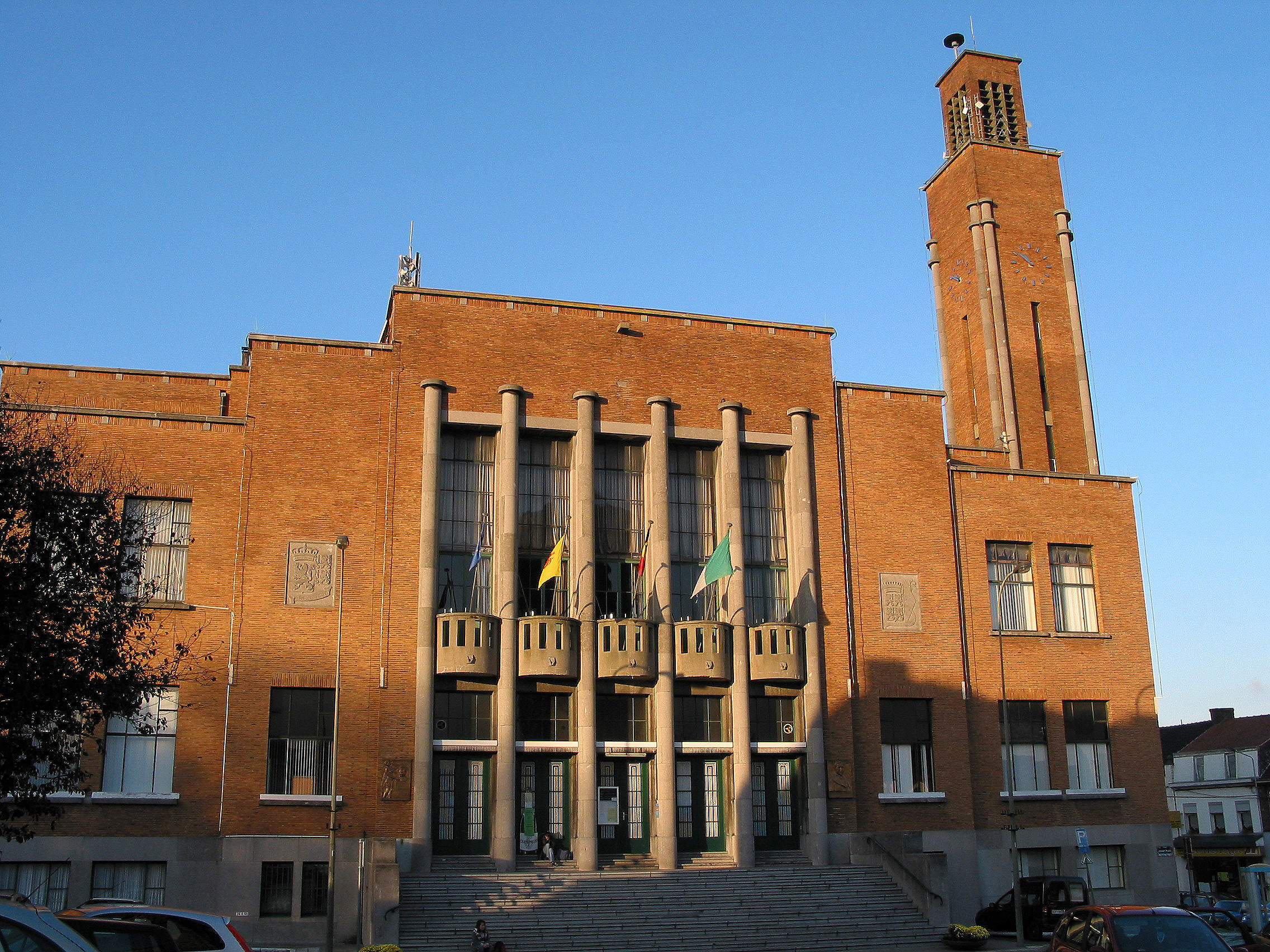
Rathaus